# Oteana aimeho
Oteana aimeho är en insektsart som beskrevs av Hoch 2006. Oteana aimeho ingår i släktet Oteana och familjen kilstritar. Inga underarter finns listade i Catalogue of Life.